# Одум, Говард
Говард Т. Одум (Howard Thomas Odum; 1 сентября 1924, Чапел-Хилл, Северная Каролина — 11 сентября 2002, Гейнсвилл, Флорида) — американский эколог, пионер в области системной экологии.
Доктор философии (1951), член Шведской королевской академии наук, большую часть карьеры провёл в Университете Флориды (1950—1954 годы и с 1970 года до конца жизни), профессор.
Лауреат премии Крафорда (1987, совместно с Юджином Одумом). Совместно с братом, Юджином Одумом, которого называли более известным, чем он сам, автор классического учебника «Основы экологии».

## Биография
Сын социолога Howard W. Odum, младший брат Юджина Одума. В 1943—1946 гг. служил в ВВС США. В 1947 году получил степень бакалавра зоологии в Северной Каролине, а в 1951 году — степень доктора философии по зоологии в Йеле.
В последнем учился у Хатчинсона (с 1947).
Диссертационные исследования Одума впоследствии были опубликованы в Science.
В 1950—1954 гг. преподавал во Флоридском университете.
В 1956—1963 гг. директор Института океанологии Техасского университета.
В 1963—1966 гг. шеф-учёный Ядерного центра Пуэрто-Рико.
В 1966—1970 гг. преподаватель Университета Северной Каролины.
С 1970 года вновь во Флоридском университете, профессор.
Среди его учеников John Ewel.
Автор 15 книг и около 300 статей.
В 1972 году овдовел, был женат на Virginia W. Odum, с которой имел двух дочерей. В 1973 году женился на Elisabeth Chase Odum.

### Награды и отличия
- Mercer Award, Ecological Society of America[англ.] (1956, совместно с Юджином Одумом)
- Prix de l’Institute de la Vie (1975)
- Премия Крафорда (1987, совместно с Юджином Одумом)
- Почётный доктор Университета штата Огайо (1995[4])
- Distinguished Service Award от American Institute of Biological Sciences[англ.]

## Книги
- A Tropical Rainforest, A Study of Irradiation and Ecology at El Verde, Puerto Rico (1970; with R.F. Pigeon)
- Environment, Power and Society (1971)
- Energy Basis for Man and Nature (1978, 1982; with Elisabeth C. Odum)
- Systems Ecology: An Introduction (1983)
- Cypress Swamps (1985; with K.C. Ewel)
- Ecological Microcosms (1993; with R.J. Beyers)
- Ecological and General Systems: An Introduction to Systems Ecology (1994)
- Maximum Power: The Ideas and Applications of H. T. Odum (1995)
- Environmental Accounting: Emergy and Decision Making (1996)
- Environment and Society in Florida (1998; with Elisabeth C. Odum and Mark T. Brown)
- Biosphere 2: Research Past and Present (1999; with B.D.V. Marino)
- Modeling for All Scales: An Introduction to System Simulation (2000; with Elisabeth C. Odum)
- Heavy Metals in the Environment, Using Wetlands for Their Removal (2000)
- A Prosperous Way Down: Principles and Policies (2001; with Elisabeth C. Odum)
- Environment, Power, and Society for the Twenty-first Century: The Hierarchy of Energy Архивная копия от 13 ноября 2019 на Wayback Machine (2007)